# هالو نایت: سیلک‌سانگ
هالو نایت: سیلک‌سانگ (انگلیسی: Hollow Knight: Silksong) یک بازی ویدئویی انتشار در آینده نزدیک است که توسط تیم چری برای مایکروسافت ویندوز، مک‌اواس، لینوکس، پلی‌استیشن ۴, پلی‌استیشن ۵, نینتندو سوئیچ، ایکس‌باکس وان، ایکس‌باکس سری اکس و سری اس طراحی و منتشر شده‌است. این بازی در ۱۴ فوریه ۲۰۱۹ به‌عنوان دنباله‌ای برای بازی در شرف انتشار بود که این اتفاق نیفتاد . اما در سال 2025 طبق شواهد در پتفرم استیم (تغییر تاریخ کپی رایت بازی از 2019 به 2025) و همچنین گفته های سازنده این بازی به احتمال قوی در سال 2025 منتشر خواهد شد.

## گیم‌پلی
گیم‌پلی هالو نایت: سیلک‌سانگ شبیه به عنوان قبلی هالو نایت است که دارای سکو و مبارزه دوبعدی است. برخی تغییرات نسبت به نسخه اصلی ایجاد شده‌است، مانند نحوه حرکت شخصیت هورنت با استعداد آکروباتیک تر و اینکه چگونه شخصیت می‌تواند فوراً خود را درمان کند. سایدکوئست‌ها (ماموریت‌های فرعی) نیز بخشی از بازی خواهند بود، و بازی شامل یک مجله برای پیگیری آنها است. این سیستم شامل ماموریت به چهار دسته تقسیم می‌شود: Gather, Wayfarer, Hunt و Grand Hunt که از شخصیت‌های غیرقابل‌بازی در بازی درخواست می‌شود.
تیم چری اعلام کرد که این بازی بسیار بزرگ است، حداقل ۱۶۵ دشمن جدید و بیش از ۱۰۰ نیمکت مختلف در بازی وجود دارد، در حالی که هالو نایت تنها ۴۱ نیمکت دارد.
سیلک‌سانگ یک حالت دشواری اضافی با مرگ دائمی به نام "Silk Soul mode" خواهد داشت که شبیه به «حالت روح فولادی» موجود در هالو نایت است. تفاوت‌های بیشتری با بازی پایه نسبت به حالت روح فولادی در هالو نایت خواهد داشت.

## فرضیه
هورنت دستگیر می‌شود و به پادشاهی ناشناخته فارلوم که گفته می‌شود توسط «ابریشم و آهنگ تسخیر شده‌است» برده می‌شود. او برای رسیدن به یک قلعه درخشان باید به قله صعود کند.

## پذیرایی
در ماه مه ۲۰۲۲، هالو نایت: سیلک‌سانگ جایزه «پیش‌بینی‌شده‌ترین بازی» را از یونیتی دریافت کرد. در پاسخ، تیم چری از حمایت جامعه تشکر کرد و گفت: «مطمئناً نمی‌تواند خیلی بیشتر طول بکشد!»